# RF resonans kavitetsmotor
RF resonans kavitetsmotor är en föreslagen ny typ av elektromagnetisk raketmotor. I motsats till konventionella raketmotorer är de designade att inte sända ut någon form av reaktionsmassa. Dessa designprinciper har inte ännu godtagits (2015) av vetenskapen, som förutspår att de inte kan producera framdrift.
Det finns fler varianter av RF resonans kavitetsmotorer:
- EmDrive, SPR Ltd, R. Shawyer
- Cannae-drive, Cannae LLC, Guido P. Fetta

Den 17 november 2016 publicerade Nasa en rapport i the Journal of Propulsion and Power där det framgår att EmDrive verkar fungera.

## Teoretiska överväganden
Alla teorier som försöker förklara dess verkningssätt, är kontroversiella. Under 2015 pågick en livlig diskussion om EmDrive verkligen är en möjlig framdriftsenhet - eller om de experimentella resultaten är feltolkningar eller rent av felaktigt genomförda experiment. De föreslagna funktionsteorierna har alla kritiserats för att bryta rörelsemängdens bevarande, en fundamental naturlag, även om Shawyer påstår att EmDrive inte gör det.
I en artikel utgiven på NASASpaceFlight.com rapporterar José Rodal, Ph.D, Jeremiah Mullikin och Noel Munson om ett lyckat vakuumtest.
Ett annat färskt paper visar att emdrivens thrust kan förutspås med kvantiserng av tröghet (MiHsC) 

## EmDrive
EmDrive är en föreslagen framdriftsenhet för exempelvis rymdfart uppfunnen av den brittiske flygteknikingenjören Roger Shawyer, som har utvecklat prototyper vid Satellite Propulsion Research Ltd (SPR), 
verksamheten han drog igång för detta ändamål år 2000. 
EmDrive använder ett system till att producera elektromagnetiska vågor (EM-drive) (t.ex. mikrovågor medelst en magnetron), som blir inskickad i ett metalliskt, helt slutet konisk kropp med en större areal vid enhetens större ända  - och en dielektrisk resonator mot den smalare ändan. Uppfinnaren påstår att enheten alstrar en rikningsbestämd framdrift mot den smalare ändan av den tillspetsade kaviteten.
Enheten förutsätter en elektrisk energikälla för att producera dess reflekterande interna mikrovågor, men den har inga rörliga delar och kräver inget utskick av reaktionsmassa för att driva den framåt.
Om enheten visas fungera som hävdas, kan denna teknik användas till att driva fartyg framåt såväl på land, ytvatten, undervatten, i luftfart och rymdfart.

### Kinesisk variant
Kinesiska forskare från Northwestern Polytechnical University (NWPU) i Xi'an 2010, byggde och testade 2010 sin egen enhet baserad på Shawyers design och påstår sig ha replikerat Shawyers experiment och uppmätt bättre resultat än Shawyer vid högre mikrovågsenergier,  
även om de klargjorde att deras resultat är preliminära. År 2014 i Johnson Space Center har en NASA-utvärderingsgrupp också återupprepat dennes experiment vid lägre energinivåer och mätt en riktningsbestämd framdrift, som stämmer med Shawyers experiment och påstående.